# Clima do Brasil

Mapa climático do Brasil de acordo com a classificação climática de Köppen.

O clima do Brasil é diversificado em consequência de fatores variados, como a fisionomia geográfica, a extensão territorial, o relevo e a dinâmica das massas de ar. Este último fator é de suma importância porque atua diretamente tanto na temperatura quanto na pluviosidade, provocando as diferenças climáticas regionais. As massas de ar que interferem mais diretamente são a equatorial (continental e atlântica), a massa tropical (continental e atlântica) e a polar atlântica.
Segundo o INMET, a maior temperatura registrada oficialmente no Brasil foi 44,8 °C em Araçuaí, Minas Gerais, no dia 19 de novembro de 2023, superando o recorde também oficial de Bom Jesus, Piauí, de 44,7 °C em 21 de novembro de 2005. Já a menor temperatura registrada de forma oficial no país foi −14 °C, medida pela EPAGRI no município de Caçador, em Santa Catarina, em 30 de junho de 1952. Contudo, há um registro extraoficial de −17,8 °C no Morro da Igreja, em Urubici, no mesmo estado, em 29 de junho de 1996.
Bertioga, cidade do litoral norte do estado de São Paulo, possui o recorde de chuva acumulada em 24 horas, de 682 mm em 19 de fevereiro de 2023. Esse valor foi medido pelo Cemaden.

## Equatorial

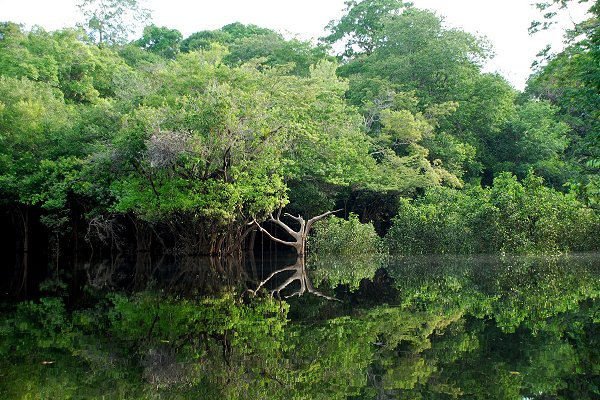
Pequeno afluente do rio Amazonas no Brasil.

Ocorre na região Amazônica, ao norte do Mato Grosso e a oeste do Maranhão e está sob ação da massa de ar equatorial continental – de ar quente e geralmente úmido. Suas principais características são temperaturas médias elevadas (25 °C a 27 °C); chuvas abundantes, com índices próximos de 2,000 mm/ano, e bem distribuídas ao longo do ano; e reduzida amplitude térmica, não ultrapassando 3 °C. No inverno, essa região pode sofrer influência da massa polar atlântica, que atinge a Amazônia ocidental ocasionando um fenômeno denominado "friagem", ou seja, súbito rebaixamento da temperatura em uma região normalmente muito quente.

## Tropical semiúmido
Abrange toda a região central do país, a porção oriental do Maranhão, grande parte do Piauí e a porção ocidental da Bahia e de Minas Gerais. Também é encontrado no extremo norte do Brasil, em Roraima. Caracteriza-se por temperaturas elevadas (entre 18 °C e 28 °C), com significativa amplitude térmica de (5 °C e 7 °C), e estações bem definidas – um verão quente e chuvoso e inverno ameno e seco. Apresenta alto índice pluviométrico, em torno de 1,500 mm/ano. A estação chuvosa é o verão, quando a massa equatorial continental está sobre a região. No inverno, com o deslocamento dessa massa diminui a umidade e então ocorre a estação seca.

## Tropical de altitude

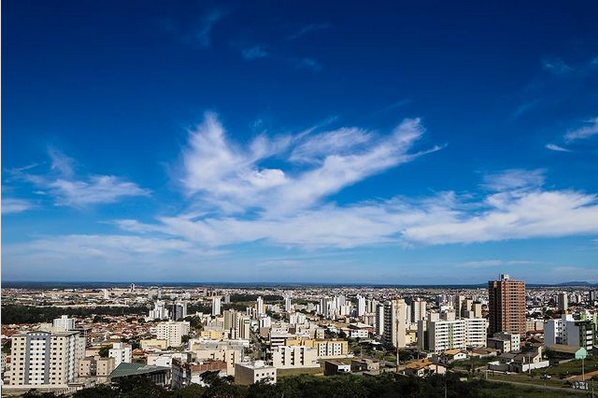
Vitória da Conquista é uma das cidades mais altas da Bahia.

É encontrado nas partes mais elevadas, entre 500 m e 1 000 m, do planalto Atlântico do Sudeste. Abrange trechos dos estados de Minas Gerais, Rio de Janeiro, Espírito Santo. Sofre a influência da massa de ar tropical atlântica, que provoca chuvas no período do verão. Apresenta temperatura amena, entre 18 °C e 26 °C, e amplitude térmica anual entre 7 °C e 9 °C. No inverno, as geadas acontecem com certa frequência em virtude da ação das frentes frias originadas da massa polar atlântica.

## Tropical atlântico ou tropical úmido

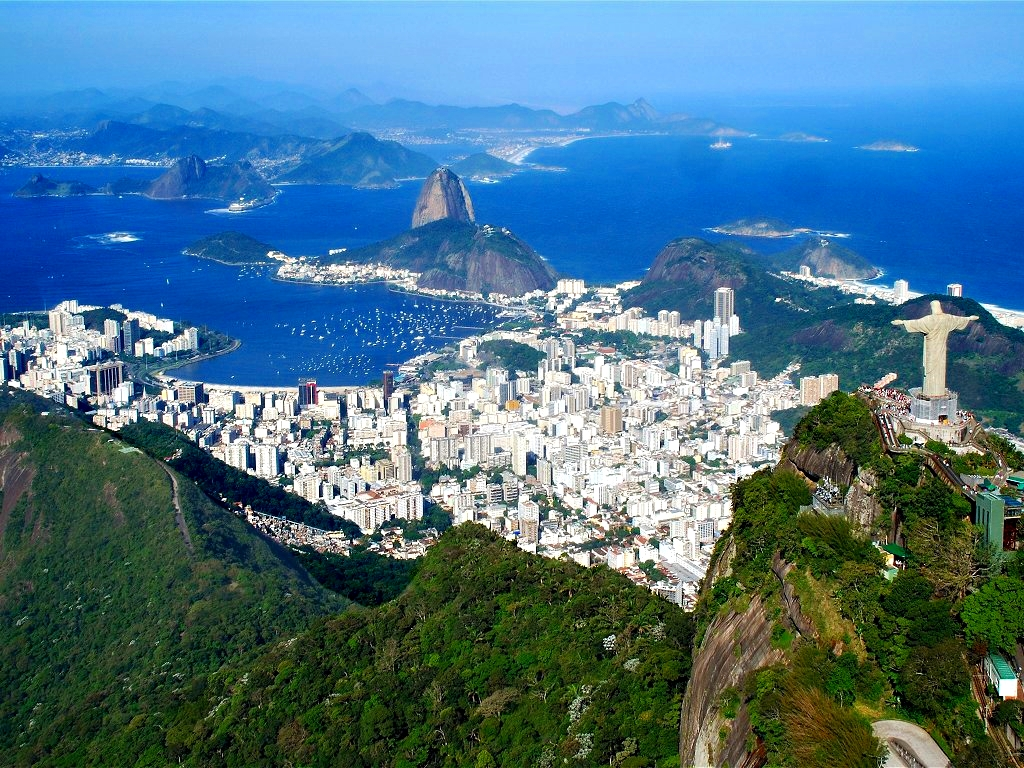
Rio de Janeiro.

Estende-se pela faixa litorânea do Ceará ao extremo leste de São Paulo. Sofre a ação direta da massa tropical atlântica, que, por ser quente e úmida, provoca chuvas intensas. O clima é quente com variação de temperatura entre 18 °C e 26 °C e a amplitude térmica é maior à medida que se avança em direção ao Sul -, úmido e chuvoso durante todo o ano.

## Subtropical

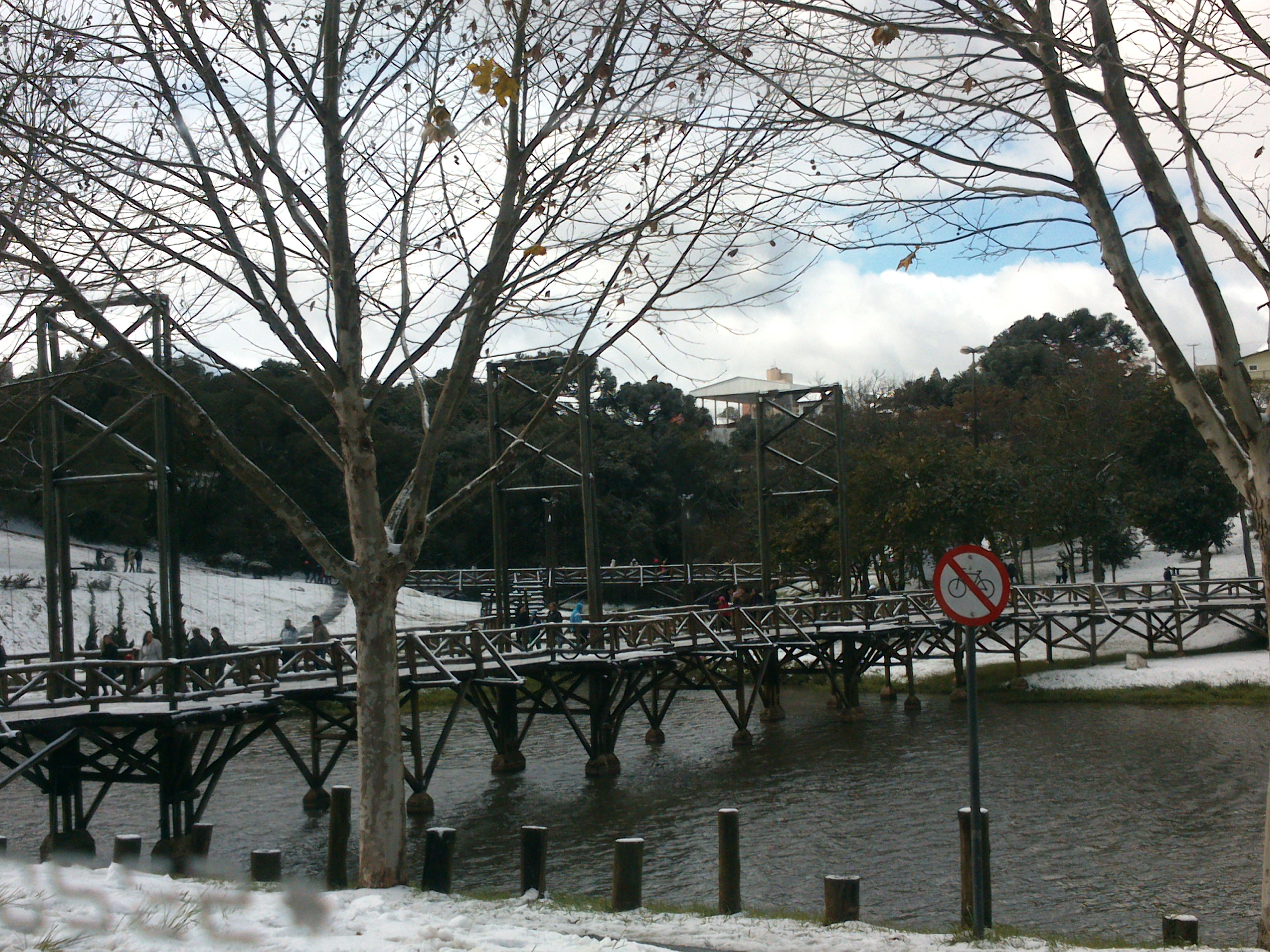
Neve no município de Guarapuava - PR em 2013.

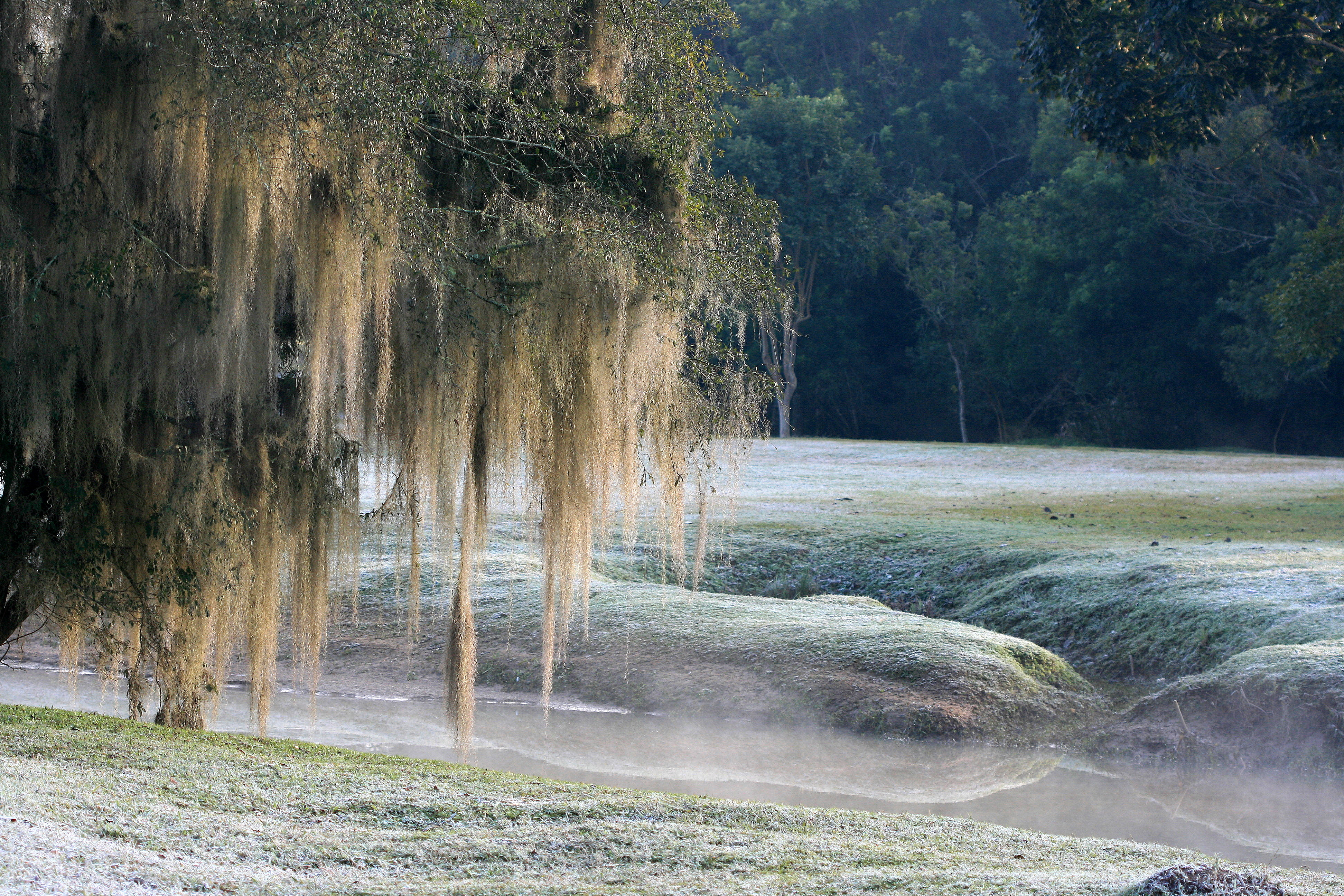
Ocorrência de geada no Parque Barigui, em Curitiba.

É o clima das latitudes abaixo do trópico de Capricórnio: abrange o sul do estado de São Paulo e região da Grande São Paulo, Paraná, Santa Catarina, Rio Grande do Sul e o extremo sul de Mato Grosso do Sul. Está localizado na faixa de luminosidade temperada, contudo, não apresenta várias características do clima temperado. É influenciado pela massa polar atlântica, que determina temperatura média de 18 °C e amplitude térmica anual elevada para padrões brasileiros, de cerca de 10 °C. As chuvas variam dos 1 000 mm/ano aos 2 000 mm/ano e bem distribuídas anualmente. Há geadas com frequência e eventuais nevadas.
Em termos de temperatura, apresenta as quatro estações do ano relativamente bem marcadas. Os verões são um pouco quentes, na maior parte da Região Sul (Cfa, segundo a Classificação climática de Köppen-Geiger), enquanto os verões são amenos nas Serras Gaúcha e Catarinense, além do extremo sul do país, nas partes mais elevadas das Serras de Sudeste (caracterizado por Köppen como Cfb), com média anual de temperatura inferior aos 17 °C. Os invernos são frescos (frios para os padrões brasileiros), com a ocorrência de geadas em toda a sua área de abrangência, havendo a ocorrência de neve nas partes mais elevadas da região. A neve ocorre com regularidade anual apenas acima dos 1.000 metros de altitude (constituindo uma pequena área entre os estados de Rio Grande do Sul e Santa Catarina), sendo, nas áreas mais baixas, de ocorrência mais esporádica, não ocorrendo todos os anos.
Nos pontos mais altos do planalto, onde pode ocorrer a neve durante os dias de inverno, estão situadas as cidades mais frias do país: São Joaquim e Urupema, em Santa Catarina, e São José dos Ausentes, no Rio Grande do Sul, as três com temperatura média anual de 13 °C. O local mais frio do país é creditado ao cume do Morro da Igreja, no município de Urubici, próximo a São Joaquim, o ponto habitado mais alto da Região Sul do país.

## Semiárido

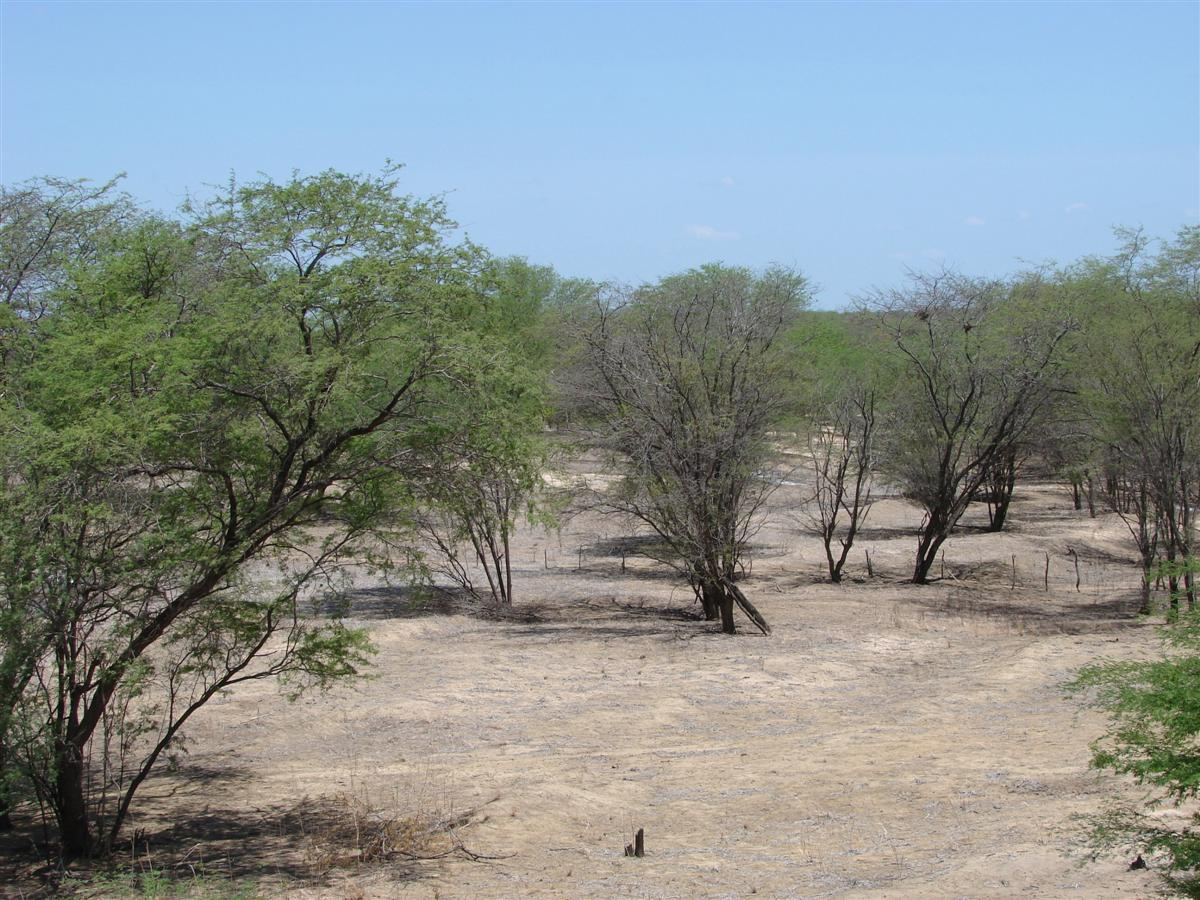
Paisagem de caatinga predominante no semiárido brasileiro.

Típico do interior do Nordeste, região conhecida como o Polígono das Secas, que corresponde a quase todo o sertão nordestino e aos vales médios e inferiores do rio São Francisco. Sofre a influência da massa tropical atlântica que, ao chegar à região, já se apresenta com pouca umidade. Caracteriza-se por elevadas temperaturas (média de 27 °C) e chuvas escassas (em torno de 500 mm/ano), irregulares e mal distribuídas durante o ano. Há períodos em que a massa equatorial atlântica (superúmida) chega no litoral norte da Região Nordeste e atinge o sertão, causando chuva intensa.
O país tem 11% de seu território dentro do polígono das secas, segundo dados da Organização das Nações Unidas para Agricultura e Alimentação (FAO).

### Clima árido
Pesquisadores do Instituto Nacional de Pesquisas Espaciais e do Centro de Monitoramento e Alertas de Desastres Naturais detectaram no norte da Bahia uma porção de ambiente árida ou desértica. Eles também divulgaram estudos sobre a ampliação do clima semiárido para outras áreas do país,com estimativa de extensão da cobertura climática em mais de 75 mil km². O cálculo feito e reconhecido pela Organização Meteorológica Mundial, é feito pelo índice de registro pluviométrico anual sendo dividido pela evapotranspiração de cada área. Em porções menos úmidas, o valor fica abaixo de 1. A região fica semiárida se ficar entre 0,21 e 0,5. Abaixo de 0,21, detecta-se o espaço desértico. O monitoramento é feito a cada 20 anos pelo Inpe e este fato, pode ter relações com as mudanças climáticas e o aquecimento global.

## Vento
No Brasil o regime de ventos é bastante complexo, sobressaindo os sistemas de alta pressão dos anticiclones subtropicais do Atlântico Sul e do Atlântico Norte, e a faixa de baixas pressões da depressão equatorial. No Sudeste os ventos sopram de leste a nordeste, com origem no anticiclone subtropical atlântico, que é semifixo, recebendo ainda a influência de diversos outros fatores, como o jato subtropical e o aquecimento continental.
- Clima do Brasil
- Neve em São Joaquim, Santa Catarina, onde ocorre o clima oceânico temperado.
- Clima subtropical no Parque Estadual Intervales, São Paulo.
- Clima tropical no município de Arraial do Cabo, Rio de Janeiro.
- Encontro das águas, Amazonas, onde prevalece o clima equatorial.
- Clima semiárido no Parque Nacional da Serra da Capivara, Piauí.
- Clima tropical com estação seca no Cerrado, Parque Estadual dos Pirineus, Goiás.